# Регент (Великое княжество Литовское)
Ре́гент (от лат. regens — правитель) — высшее должностное лицо в канцеляриях Великого княжества Литовского, один из секретарей. Регент великой канцелярии известен с 1590-х годов, малой — с начала XVII века. Регенты назначались канцлером (подканцлером), после утверждались великим князем и служили до смены канцлера (подканцлера).
В задачу регентов великий и малой канцелярий входило внесение документов в Метрику Великого княжества Литовского и выдача по запросам копий-выписок документов (позже эту обязанность выполняли метриканты). Кроме того, центральные регенты редактировали и подносили на подпись великокняжеские, канцлерские и подканцлерские документы, исполняли обязанности нотариусов. В случае смерти канцлера, его обязанности временно исполнял регент великой канцелярии, подканцлера — регент малой канцелярии. С 1776 года регент великой канцелярии участвовал в заседаниях задворного асессорского суда.
Кроме центральных регентов, существовали подобные должности в земских и гродских судах, магистратах, консисториях и других государственных учреждениях, где они занимались составлением документов и отвечали за их сохранность.